# Filip Ludvík
Filip Ludvík, vévoda z Anjou (30. srpna 1730, Versailles – 7. dubna 1733, Versailles) byl francouzský princ a druhý syn francouzského krále Ludvíka XV. a Marie Leszczyńské. Od narození mu náležel titul vévody z Anjou.

## Život
Filip se narodil 30. srpna 1730 v paláci ve Versailles jako druhý syn a zároveň páté dítě Ludvíka XV. a Marie Leszczyńské. Jako syn krále zastával hodnost fils de France („syn Francie“), jež ho opravňovala užívat titul Královská Výsost. Během svého krátkého života byl třetím nejdůležitějším mužem francouzského dvora, po svém otci Ludvíkovi XV. a starším bratrovi Ludvíkovi, dauphinovi Francie.
Filip byl od narození nositelem titulu vévoda z Anjou; ten byl před tím udělen jeho otci, který ho užíval od svého narození roku 1710 až do nastoupení na trůn v roce 1715.
Filip vyrůstal ve Versailles spolu se svým bratrem dauphinem a jejich sestrami Luisou Alžbětou (Madame Royale, pozdější vévodkyní z Parmy) a Henriette (Madame Seconde). Ve svém krátkém životě viděl Filip v březnu 1732 narození mladší sestry Madame Adélaïde a v únoru 1733 smrt starší sestry Marie Luisy (Madame Troisiéme) zapříčiněnou nachlazením.
Protože byl často nemocný, přimíchávaly mu vychovatelky do jídla zeminu z hrobu svatého Medarda, což mu přivodilo smrt. Filip zemřel ve Versailles 7. dubna 1733 ve věku dvou let na selhání orgánů. Pohřben byl v královské bazilice Saint Denis u Paříže.